# Recopa Sul-Brasileira 2009
La Recopa Sul-Brasileira 2009 è stata la 3ª edizione della Recopa Sul-Brasileira.

## Squadre partecipanti
| Club               | Città         | Stato             | Motivo qualificazione                               |
| ------------------ | ------------- | ----------------- | --------------------------------------------------- |
| Joinville          | Joinville     | Santa Catarina    | Vincitore della Copa Santa Catarina                 |
| Porto Alegre*      | Porto Alegre  | Rio Grande do Sul | Vincitore del Campeonato Gaúcho Divisão de Acesso   |
| Serrano Centro-Sul | Prudentópolis | Paraná            | Vincitore del Campeonato Paranaense Segunda Divisão |
| Votoraty           | Votorantim    | San Paolo         | Vincitore della Copa Paulista                       |

*L'Internacional B vincitore della Copa FGF, rinuncia a partecipare alla Recopa. Al suo posto, la Federação Gaúcha de Futebol ha deciso che prenderà parte il Porto Alegre alla competizione.

### Fase finale
|  | Semifinali         | Semifinali         | Semifinali         |                    |           | Finale    | Finale | Finale |  |
|  |                    |                    |                    |                    |           |           |        |        |  |
|  | Porto Alegre       | Porto Alegre       | 2                  |                    |           |           |        |        |  |
|  | Porto Alegre       | Porto Alegre       | 2                  |                    |           |           |        |        |  |
|  | Joinville          | Joinville          | 6                  |                    |           |           |        |        |  |
|  | Joinville          | Joinville          | 6                  |                    | Joinville | Joinville | 3      |        |  |
|  |                    |                    |                    |                    | Joinville | Joinville | 3      |        |  |
|  |                    |                    | Serrano Centro-Sul | Serrano Centro-Sul | 2         |           |        |        |  |
|  | Votoraty           | Votoraty           | Serrano Centro-Sul | Serrano Centro-Sul | 2         | 0         |        |        |  |
|  | Votoraty           | Votoraty           |                    |                    |           |           |        |        |  |
|  | Serrano Centro-Sul | Serrano Centro-Sul | 2                  |                    |           |           |        |        |  |